# Децимація
Децимація (від лат. decimatio, від decimus — «(кожен) десятий») — страта кожного десятого за жеребом, вища міра дисциплінарних покарань у римській армії. Страта супроводжувалася «похмурими обрядами» (Плутарх) і була, мабуть, спочатку пов'язана з ритуалом людського жертвопринесення підземним богам.
Децимації практикувався з легендарних часів, хоча в цілому застосовувалася рідко, і при Республіці (Плутарх, «Красс», X) і при принципаті, але в останній період, завдяки певній лібералізації поглядів, зазвичай була розрахована на центурію або когорту (Tac., Ann., III, 21, коли в 18 р. новий командир Луцій Апрону децимував когорту легіону III Augusta в Нумідії).
Призначалася зазвичай за втрату прапора, бунт і навіть за дезертирство. Найстаріший документований випадок децимації сягає 471 до н. е., коли Рим воював з вольськами (згаданий Титом Лівіем).
При децимації підрозділ поділявся на десятки, незалежно від рангу і терміну служби. Кожна десятка кидала жереб, і того, на кого він випадав, страчували його ж дев'ять товаришів, іноді шляхом забивання камінням або кийками. Тих солдатів, що залишилися живими, також карали: у їхньому раціоні пшениця замінялася ячменем, їм заборонялося спати всередині табору.
Описано як можливе покарання у військовому статуті Петра I.
Також застосовувалися:
- Центезімація (від лат. centum — «сотня») — страту кожного сотого за жеребом.

- Віцезімація (від лат. vicesimatio, від vicesimus — «(кожен) двадцятий») — застосовувалася Обпілієм Макріном страту кожного двадцятого за жеребом.

Існує поширена думка, що децимації застосовувалася також у новітній історії — під час Громадянської війни у Фінляндії. У лютому 1918 року був зафіксований випадок «вибіркового» розстрілу 80 полонених червоногвардійців фінами. Жертви, за однією з версій, були визначені за жеребом, за іншою — були засуджені спеціально створеним військово-польовим судом. Цей випадок увійшов в історію під назвою «лотерея Хуруслахті», за назвою річки, на льоду якої була здійснена страта.

## Застосування під час Громадянської війни в Росії
Під час Громадянської війни в Росії децимація була застосована наркомом по військових і морських справ Троцьким під час оборони Петрограда в жовтні 1919 — у відступаючих червоноармійських частинах розстрілювали кожного 10-го.